# Druckluftspeicherkraftwerk
Druckluftspeicherkraftwerke sind Speicherkraftwerke, in denen Druckluft als Energiespeicher verwendet wird. Sie dienen zur Netzregelung wie beispielsweise der Bereitstellung von Regelleistung: Wenn mehr Strom produziert als verbraucht wird, wird mit der überschüssigen Energie Luft unter Druck in einen Speicher gepumpt; bei Strombedarf wird mit der Druckluft in einer Gasturbine Strom produziert.
Nach der englischen Bezeichnung Compressed Air Energy Storage werden diese Kraftwerke auch abgekürzt CAES-Kraftwerke genannt.
Weltweit werden bislang nur wenige Speicherkraftwerke dieses Typs betrieben: Das Kraftwerk Huntorf in Deutschland und das Kraftwerk McIntosh in den USA sowie in der Schweiz eine Versuchsanlage in einem nicht mehr benötigten Transportstollen aus der Bauzeit des Gotthard-Basistunnels.
Im September 2022 wurde in Zhangjiakou (China) ein Kraftwerk mit einer Leistung von 100 MW in Betrieb genommen und im April 2025 in Nengchu Provinz Hubei mit einer Leistung von 300 MW.

## Funktionsweise
Druckluftspeicherkraftwerke wurden bisher als Hybrid in Kombination mit einem Gasturbinenkraftwerk zur Bereitstellung von Strom zu Zeiten der Spitzenlast ausgeführt. Im Unterschied zu einem für den gleichen Einsatzzweck entwickelten Pumpspeicherkraftwerk, bei dem Wasser aus einem hochgelegenen Speichersee über Fallrohre nach unten fließt und dabei Turbinen und damit Generatoren antreibt, nutzt ein Druckluftspeicherkraftwerk die Energie, die in komprimierter Luft steckt.
Bei der Einspeicherung der Luft in die Kaverne wird ihr Druck in einem Verdichter deutlich erhöht, was zu einem deutlichen Temperaturanstieg führt. Dies muss durch die Ableitung von Wärme ausgeglichen werden, um Schädigungen an der Kaverne zu vermeiden. Bei der Ausspeicherung wird die Luft über eine Entspannungsturbine geleitet und der Druck vermindert, wodurch die Temperatur sinkt. Die an der Turbine abgegebene Leistung wird an einen angekuppelten Generator gegeben. Werden die beiden Wärmeströme über einen Wärmespeicher gekoppelt, so spricht man von einer adiabaten Anlage. Die bisher in Huntorf und McIntosh installierten Anlagen geben jedoch bei der Einspeicherung die Verdichterwärme an die Umgebung ab und heizen bei der Ausspeicherung die Luft vor der Entspannung durch das Verbrennen von Erdgas auf (diabate Anlage).
Da Spitzenlastkraftwerke den größten Teil der Zeit stillstehen bzw. im Fall von Speicherkraftwerken geladen werden, können sie nur rentabel betrieben werden, wenn der Strom in Spitzenlastzeiten zu hohen Preisen abgenommen wird. Die Gesamtkosten werden damit sehr stark von den Installationskosten der Anlage bestimmt.
Ein wesentliches Merkmal eines Druckluftspeicherkraftwerkes – wie auch von anderen Spitzenlast- und Speicherkraftwerken – ist es, dass sie sehr schnell gestartet werden können. Innerhalb von drei Minuten steht z. B. in Huntorf bei Elsfleth 50 % und nach ca. zehn Minuten 100 % der Leistung zur Verfügung.
Zudem ist die Anlage schwarzstartfähig, das heißt, die Anlage kann nach einem großflächigen Blackout zum Wiederaufbau des Netzbetriebes beitragen.

### Wirkungsgrad
Bei diabaten Druckluftspeichern geht ein großer Teil der Energie verloren und muss durch das Zufeuern von Erdgas ausgeglichen werden. Durch eine Speicherung der Wärme (adiabater Speicher) erhöht sich der Wirkungsgrad allerdings steigt auch der bauliche und Unterhaltungsaufwand.
Um im Kraftwerk Huntdorf  1 kWh elektrische Energie zu erzeugen, müssen 0,8 kWh el. Energie und 1,6 kWh Gas aufgebracht werden. Kraftwerke vom Typ „Adiabaten Speicherkraftwerke“ (AA-CAES) kommen ohne fossile Brennstoffe aus und benötigen für die Erzeugung von einer kWh Spitzenlaststrom etwa 1,4 kWh Schwachlaststrom.

### Bedeutung
Druckluftspeicherkraftwerke könnten in Zukunft durch die Energiewende und den daraus resultierenden Zubau von Windkraftanlagen und Photovoltaikanlagen, der mit einem erhöhten Energiespeicherbedarf einhergeht, eine größere Bedeutung bekommen. Sie können wie Pumpspeicherkraftwerke zur Stromveredelung benutzt werden. Um ähnlich viel Regelenergie zur Verfügung zu stellen, brauchen Pumpspeicherkraftwerke entweder große Volumina und damit sehr viel Fläche oder große Höhenunterschiede.
Druckluftspeicher benötigen ausgehöhlte, luftdichte Salzstöcke und sind deshalb ebenso wie Pumpspeicherkraftwerke an geologisch geeignete Standorte gebunden. An der deutschen Nordseeküste gibt es viele Salzstöcke, die ausgespült werden könnten, um dadurch Kavernen für Druckluftspeicheranlagen zu schaffen.
Dabei verspricht man sich angesichts des stetigen Ausbaus der Windenergie sowie der Photovoltaik vom breiten Einsatz von Energiespeichern eine Verstetigung dieser schwankenden (volatilen) „dargebotsabhängigen Energieformen“. Fehlende Wind- oder Solarenergie könnte aus den Speichern ergänzt werden, und die kurzzeitigen, aber sehr hohen Produktionsspitzen könnten in die Speicher eingespeist werden, was die Netzverträglichkeit von Wind- und Solarenergie erhöht. Günstig ist dabei, dass sich in der Nähe der gegenwärtigen (Küstenbereich) und künftigen (Nord- und Ostsee) Produktionsschwerpunkte der Windstromproduktion viele geologisch geeignete Stätten befinden. Die EU fördert ein europaweites Forschungsprojekt zu Druckluftspeichern.

## Systematisierung
Im strengen Wortsinn besteht ein Druckluftspeicherkraftwerk lediglich aus einem strombetriebenen Kompressor, dem Druckluftspeicher als großvolumigem, luftdicht verschlossenem Behälter, einer Turbine und einem Generator. Der Kompressor verdichtet Luft und presst sie in den Behälter. Die später ausströmende Druckluft treibt die Turbine an. Der daran angeschlossene Generator erzeugt Strom. Diese elementare Ausführung würde in der Praxis zu erheblichen Problemen und einem ineffizienten Betrieb führen. Sie wird daher stets um zusätzliche Komponenten erweitert.

### Druckluft-Gas-Kombikraftwerk
Die Kompression der Luft führt automatisch zu einer Erhöhung ihrer Temperatur, siehe adiabatische Zustandsänderung. Je nach Druck können weit über 1.000 °C erreicht werden. Um die Anlage davor zu schützen, wird ihre Wärmeenergie über Wärmeübertrager an die Umgebung abgegeben und geht somit für die weitere Nutzung verloren. Eine weitere Abkühlung findet durch den unvermeidlichen Temperaturausgleich mit der Wandung des Druckluftspeichers (Kaverne) in der Zeit bis zur Wiederentnahme statt. Aus beiden Prozessen resultieren erhebliche Effizienzverluste.
Umgekehrt würde die (bereits abgekühlte) Luft bei Expansion in der Turbine stark abkühlen. Die in der Luft befindliche Restfeuchte würde gefrieren und die Turbine vereisen. Um dies zu vermeiden, wird die Druckluft beim Eintritt in die Turbine mit einem brennbaren Gas gemischt und das Gemisch gezündet. Die entstehenden heißen Abgase treiben die Turbine an.
Somit handelt es sich um ein Gasturbinenkraftwerk, bei dem die Arbeit des zur Turbine gehörigen Verdichters von der gespeicherten Druckluft übernommen wird. Das Kraftwerk Huntorf gehört in diese Kategorie.
In einem solchen Kraftwerk wird dementsprechend Energie gespeichert, der spezielle Nutzen eines solchen Kraftwerkes liegt in der Bereitstellung von Regelenergie. Durch den Betrieb der Turbine ohne angekoppelten Kompressor kann darüber hinaus eine deutlich höhere Leistung zur Verfügung gestellt werden als dies in einem konventionellen Gaskraftwerk erfolgen kann.

### Adiabatisches Druckluftspeicherkraftwerk
Bei dem adiabat(isch)en Druckluftspeicherkraftwerk (engl. Advanced Adiabatic Compressed Air Energy Storage – AA-CAES) wird die Wärme der komprimierten Druckluft in einem Wärmespeicher zwischengespeichert. Dieser ist als Feststoffspeicher ausgeführt, ähnlich einem Cowper.
Wird die Luft wieder entspannt, durchläuft sie vorher den Wärmespeicher und wird so wieder erhitzt. Es wird kein Erdgas zur Erwärmung der Luft gebraucht. So könnte ein deutlich höherer Nutzungsgrad erreicht werden. Voraussetzung ist aber, dass die Zeitspanne zwischen Auf- und Entladung des Speichers nur kurz ist. Während der Expansion in der Turbine kühlt die Luft auf Umgebungstemperatur ab.
Bei bisher ausgeführten Kraftwerken wird die bei der Komprimierung der Luft entstehende Wärme an die Umgebung abgeführt und ist damit nicht weiternutzbar. Somit arbeitet ein adiabatisches Druckluftspeicherkraftwerk näher an einer adiabatischen Zustandsänderung, der Wirkungsgrad ist höher.

#### Entwicklungsprojekte
Die deutlich höheren Nutzungsgrade von Pumpspeicherkraftwerken von etwa 80 % können aber von Druckluftspeicherkraftwerken aus physikalischen Gründen wohl nie erreicht werden. Dennoch gibt es derzeit Bestrebungen in Deutschland und auch in den USA zum Neubau jeweils mehrerer neuer Druckluftspeicherkraftwerke in Salzstockkavernen oder in den Hohlräumen stillgelegter Bergwerke.
In den Jahren 2003 bis 2005 wurde im Rahmen eines europäischen Forschungsprojektes von Alstom Power Switzerland an einer Weiterentwicklung der Druckluftspeichertechnik gearbeitet (eingestellt).

### Isobarer Druckluftspeicher
Während der Entnahme der Druckluft aus dem Druckluftspeicher verringert sich der Druck im Speicher und somit der Eingangsdruck der Turbine. Konventionelle Turbinen sind aber für weitgehend konstanten Druck ausgelegt. Um den Druck im Druckluftspeicher während der Entnahme konstant zu halten, kann man ihn unterhalb einer Flüssigkeitssäule positionieren. Das kann dadurch erreicht werden, dass die (unterirdische) Kaverne mit einem oberirdischen Speicherbecken verbunden wird. Während des Einblasens der Luft in die Kaverne verdrängt sie die Flüssigkeit (Wasser oder Salzsole) von dort in den Speichersee, während der Entnahme der Druckluft strömt das Wasser wieder in die Kaverne. Die Druckveränderung reduziert sich auf die Schwankung der Oberfläche des Sees. Das Funktionsprinzip wird bei Erdgaskavernenspeichern bereits praktisch angewendet, beispielsweise vom Erdgasunternehmen Keyera in Fort Saskatchewan (Kanada).

## Projekte
| Projekt Name                                              | Ort                                       | Typ                       | Kommerziell | Status           | Zeitraum   | Leistung MW               | Kapazität MWh | Wirkungsgrad % | Druck Bar | Speicher                              |
| --------------------------------------------------------- | ----------------------------------------- | ------------------------- | ----------- | ---------------- | ---------- | ------------------------- | ------------- | -------------- | --------- | ------------------------------------- |
| Kraftwerk Huntorf                                         | Huntorf, bei Oldenburg, Germany           | diabatisch + Gas          | Ja          | Aktiv            | 1978-heute | 321                       | 1200          | 42 29          | 46-72     | Salzstock                             |
| Norton CAES Plant                                         | Norton, Ohio, USA                         | Konventionell Adiabatisch | Ja          | Nicht realisiert | 2001-2013  | 800-2700                  |               |                | 55-110    | Kalksteinmine                         |
| Gaelectric Northern Ireland                               | Islandmages, CO Antrim, UK                | Konventionell Adiabatisch | Ja          | Nicht realisiert | 2008-2019  | 200(laden) 330(entladen)  | 1980          |                |           | Salzstock                             |
| Seneca CAES Project                                       | Reading, New York, USA                    | Konventionell Adiabatisch | Demo        | Nicht realisiert | 2010-2012  | 130-210                   | 2000          |                |           | Salzstock                             |
| SustainX Smart Grid Programme                             | Seabrook, New Hampshire, USA              | Isotherm                  | Demo        | Beendet          | 2013-2015  | 2,2(laden) 1,65(entladen) | 1             | 54             | 12-207    |                                       |
| ADELE Project                                             | Stassfurt, Germany                        | Adiabatisch               | Ja          | Nicht realisiert | 2010-2016  | 200                       | 1000          | 70             | 100       | Salzstock                             |
| PG&E Advanced Underground CAES                            | San Joaquin County, California, USA       | Konventionell Adiabatisch | Ja          | Nicht realisiert | 2010-2018  | 300                       |               |                |           |                                       |
| TICC-500                                                  | Tsinghua University, China                | Adiabatisch               | Demo        | Aktiv            | 2014-heute | 0,5                       | 0,5           | 33             | 30-110    | Oberirdischer Tank                    |
| Chinesische Academy of Sciences, CAES demonstration plant | Biiie City, Guizhou, China                | Adiabatisch               | Demo        | Aktiv            | 2017-heute | 2,8(laden) 10(entladen)   | 40            | 62,3-70        | 70        | Oberirdische Tanks                    |
| Pilot Scale demonstration of AA-CAES                      | Gotthard base tunnel, Biasca, Switzerland | Adiabatisch               | Demo        | Aktiv            | 2017-heute | 0,7                       |               | 63-74          | 8         | Gesteinskaverne                       |
| Zhongyan Jintau CAES                                      | Jintau, Jiangsu, China                    | Adiabatisch               | Ja          | Geplant          | 2017-heute | 50-60                     | 200-300       |                |           | Salzstock                             |
| Goderich A-CAES facility                                  | Goderich, Ontario, Canada                 | Adiabatisch               | Ja          | Aktiv            | 2019-heute | 2,2(laden) 1,75(entladen) | 7             | >60            |           | Gesteinskaverne                       |
| Apex CAES Bethel Energy Centre                            | Tennessee colony, Texas, USA              | Adiabatisch               | Ja          | Geplant          | 2019-heute | 324-487                   | 16000         |                |           | Salzstock                             |
| Feicheng A-CAES                                           | Feicheng, Shandong, China                 | Adiabatisch               | Ja          | Aktiv            | 2019-heute | 50-1250                   | 7500          | 67             |           | Salzstock                             |
| AirBattery                                                | Kibbutz Yahel, Israel                     | Adiabatisch               | Demo        | Aktiv            | 2021-heute | 0,0025                    | 1             | 47             |           | unterirdische Tanks (Kaverne geplant) |
| Angas A-CAES facility                                     | Strathalbys, South Australia, Australia   | Adiabatisch               | Ja          | Geplant          | 2022       | 5                         | 10            | >60            |           | Zink Mine                             |

### Ausgeführte Anlagen

#### Kraftwerk Huntorf

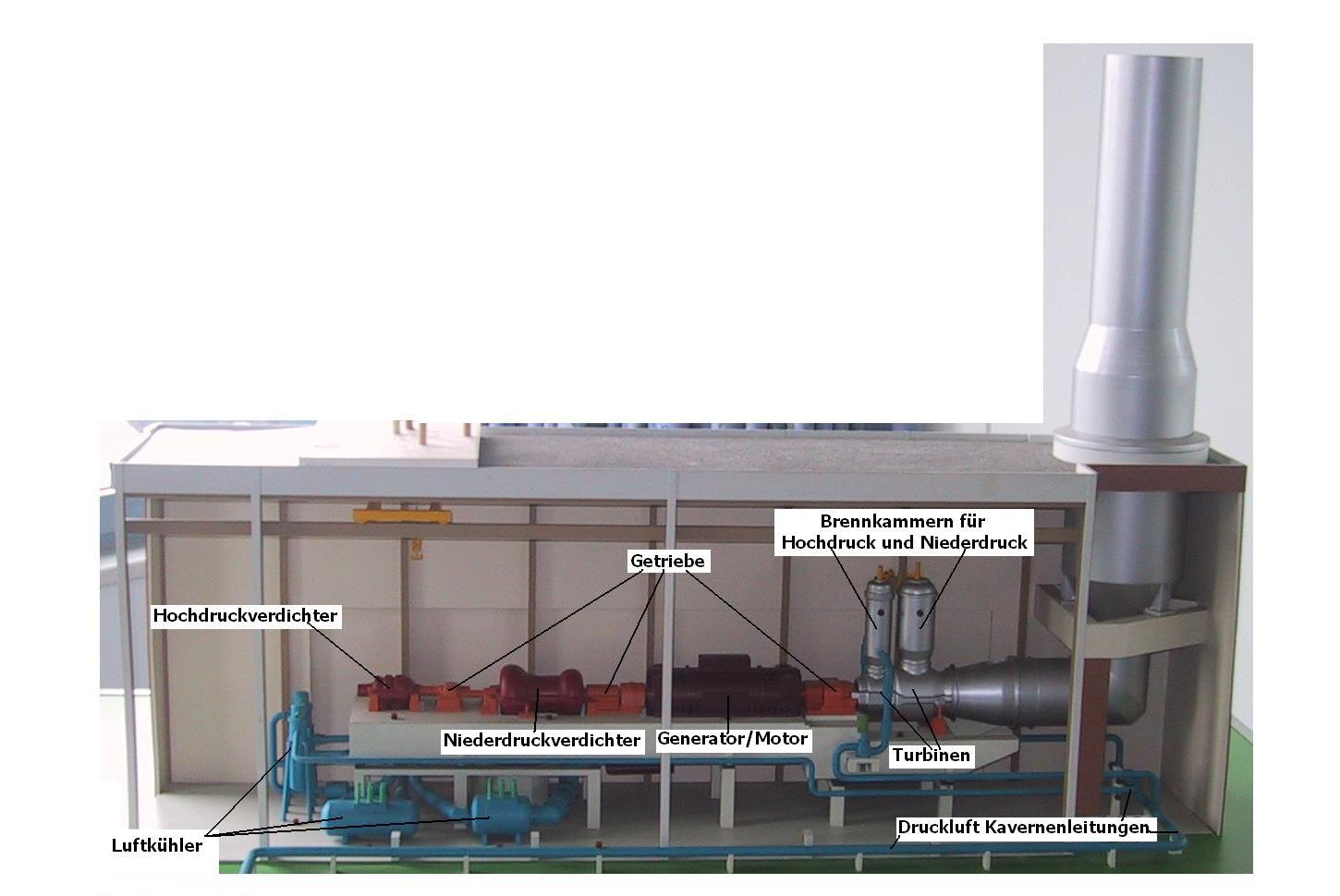
Kraftwerk Huntorf im Modell

Das Kraftwerk Huntorf – weltweit das erste CAES-Kraftwerk – wurde Ende der 1970er Jahre in Deutschland, in Huntorf bei Elsfleth, gebaut und 1978 in Betrieb genommen. Das Kraftwerk hatte ursprünglich eine Leistung von 290 MW; diese wurde durch ein Retrofit im Jahre 2006 auf 321 MW erhöht.
Das Kraftwerk ist ein kombiniertes Druckluftspeicher- und Gasturbinenkraftwerk, das heißt, die Gasturbine ist keine reine Gasexpansionsturbine, sondern eine Verbrennungskraftmaschine, in der zusätzlich zur Energie aus Druckluft auch Energie durch die Verbrennung von Erdgas umgewandelt wird.

#### Kraftwerk McIntosh
Ein weiteres Druckluftspeicherkraftwerk befindet sich in den USA im Staat Alabama. Es wurde 1991 in Betrieb genommen. Als Weiterentwicklung der CAES-Technik wurde ein Rekuperator integriert, der die heißen Abgase der Gasturbine zur Luftvorwärmung nutzt und dadurch den Brennstoffverbrauch mindert. Dieses Kraftwerk kann über 26 Stunden eine Leistung von 110 MW bereitstellen. Die Luft wird hier in einer einzelnen Kaverne mit einem Volumen von 538.000 m³ gespeichert. Die lange Laufzeit von 26 Stunden lässt erkennen, dass es sich nicht um ein reines Spitzenlastkraftwerk handelt.
Um 1 kWh elektrischer Energie zu gewinnen, müssen vorher 0,69 kWh el. Strom und 1,17 kWh Gas investiert werden.
In dieser Anlage wird aus einem im Vergleich zu Huntorf 1,8-fachem Speichervolumen eine Energiemenge von 2860 MWh herausgeholt. Das entspricht einer um den Faktor (2860/642)/1,8 = 2,5-mal höheren Speicherdichte.

#### Kraftwerk Sesta
Bei Sesta in Italien war ab 1986 eine Test- und Demonstrationsanlage mit einer elektrischen Leistung von 25 MW in Betrieb, die Druckluft in porösem Gestein speicherte. Nach einem Erdbeben wurde die Anlage Anfang der 1990er-Jahre stillgelegt.

#### Druckluftspeicher am Gotthard-Basistunnel
Mitte 2016 nahm in der Schweiz ein von Wissenschaftlern der ETH Zürich entwickelter Prototyp eines adiabatischen Druckluftspeichers den Testbetrieb auf. Bei dem Projekt, das mit 4 Millionen Franken von der Schweiz gefördert wurde, wird ein Abschnitt eines alten Versorgungstunnels, der zum Bau des Gotthard-Basistunnels genutzt wurde, mit Druckluft bis zu einem Drucklevel von 33 bar gefüllt. Die dabei entstehende Wärme wird in einem Wärmespeicher aus durchströmten Steinen gespeichert, die sich bei diesem Prozess auf bis über 500 °C aufheizen. Bei der Rückverstromung wird die komprimierte Luft wieder über den Wärmespeicher geleitet, sodass bei der Entspannung der Luft keine zusätzliche Wärme zugeführt werden muss und ein hoher Wirkungsgrad erreicht werden kann. Angestrebt wird ein Wirkungsgrad von ca. 72 %.
AirBattery Yahel, Israel
Im Jahr 2021 wurde von der Fa. Augwind im Kibbutz Yahel eine Pilot-Anlage (Kleinkraftwerk) in Berieb genommen. Im Gegensatz zu herkömmlichen Duckluftspeicherkraftwerken wird hier die Luft nicht mittel Kompessoren verdichtet, sondern durch Wasserkraft. Hierzu wird sollange Wasser in einen geschlossenen Tank geleitet, bis die darin enthaltene Luft den gewünschten Druck hat und in den Speicher abgegeben werden kann. Die Stromerzeugung erfolgt auf dem umgekehrten Weg wieder über das Medium Wasser. Dazu wird die gespeicherte, komprimierte Luft in den mit Wasser gefüllten Tank geleitet. Das verdrängte Wasser treibt eine Turbine zur Stromerzeugung an.
Die Speicherung der komprimierten Luft erfolgt in unterirdischen Speichertanks. Auf der Webseite ist aber bereits die geplante Nutzung einer Salzkaverne abgebildet. Die beim Komprimieren bzw. Entspannen der Luft anfallende Wärme / Kälte wird vermutlich vom Arbeitsmedium Wasser aufgenommen. Externe Kühler sind auf den Bildern der Anlage nicht ersichtich. Damit ist das System als Adiabatisch anzusehen. Die Kapazität der Pilot-Anlage beträgt 250 kW / 1 MWh. Der Wirkungsgrad – hier round-trip efficiency (RTE) genannt – betrug nach Angabe des Herstellers bei Erichtung der Anlage 21 %, konnte aber bis 2024 auf 47 % verbessert werden. Angestrebt wird eine Verbesseung der RTE auf > 60 %.

### Geplante Anlagen

#### Druckluftspeicher Staßfurt (ADELE)
Ab 2013 sollte in Staßfurt im Salzlandkreis in Sachsen-Anhalt eine Pilot- und Testanlage nach dem ADELE-Prinzip (Adiabatische Speicherung) errichtet werden. Das Konzept wurde von RWE, General Electric, Züblin und dem DLR entwickelt. Das Kraftwerk sollte nach Fertigstellung über eine Leistung von ca. 90 MWel und eine Speicherkapazität von etwa 360 MWh verfügen und von RWE betrieben werden. Im Frühjahr 2015 gab RWE bekannt, dass die Planung für die Pilotanlage in Staßfurt mangels konkreter Marktperspektive eingestellt worden sei.

#### Norton Energy Storage
In Ohio (USA) will die Firma Norton Energy Storage das größte bisher gebaute Druckluftspeicherkraftwerk errichten. Es soll in einer 700 Meter tief liegenden zehn Millionen Kubikmeter großen Kalksteinmine Luft speichern. Die erste Leistungsstufe soll zwischen 200 MW und 480 MW haben und zwischen 50 und 480 Mio. US-Dollar kosten. In vier weiteren Stufen soll die Leistung auf etwa 2.500 MW gesteigert werden.

#### Iowa Stored Energy Park
In Iowa (USA) sollte bis 2015 ein Druckluftspeicherkraftwerk mit etwa 270 MWel Leistung errichtet werden. Im Gegensatz zu anderen Anlagen sollte hier die Druckluft nicht in einer Kaverne, sondern in einem Aquifer gespeichert werden. Durch den hydrostatischen Druck des Grundwassers hoffte man, in abgeschwächter Form die oben erläuterten Vorteile des isobaren Speichers nutzen zu können. Die Fertigstellung war für 2015 geplant.
Mittlerweile wurde das Projekt eingestellt, da die geologischen Voraussetzungen am vorgesehenen Standort nicht gegeben sind.

#### Druckluftspeicher Ahaus
In Ahaus planen die niederländischen Unternehmen Corre Energy und Eneco ein Druckluft-Speicherprojekt im Ortsteil Alstätte. Das Projekt wäre die erste CAES-Anlage, die in Deutschland entwickelt, gebaut und betrieben wird, seit 1978 die 321-Megawatt-Anlage in Huntorf als erste CAES-Anlage der Welt in Betrieb genommen wurde. Als Speicher sollen 4 Kavernen der Salzgewinnungsgesellschaft Westfalen dienen. In der ersten Phase des Projekts sollen zwei der bestehenden Salzkavernen, deren Übergabe Anfang 2027 erwartet wird, genutzt werden, um eine Verdichtungskapazität von 220 Megawatt und einer Erzeugungskapazität von 320 Megawatt zu installieren.

#### Offshore-Druckluft-Pumpspeicherkraftwerk vor Zypern
Im Jahr 2011 meldeten Horst Schmidt-Böcking und Gerhard Luther ein Druckluft-Speicherkraftwerk zum Patent an was vom Fraunhofer-Institutes für Energiewirtschaft und Energiesystemtechnik IEE im Rahmen von Modellversuchen im Bodensee erprobt wurde.
Das israelische Start-up BaroMar hat den Ansatz zur Praxistauglichkeit weiterentwickelt und ein hochskaliertes Pumpspeichersystem zur Speicherung elektrischer Energie in Form von komprimierter Luft im Offshore-Bereich konstruiert. Hierbei dient ein auf dem Meeresboden in ca. 700 Meter Wassertiefe stehender Hohlkörper als Druckbehälter. Steht mehr elektrische Energie als benötigt zur Verfügung, presst ein strombetriebener reversibler Turbogenerator über eine von Land mit der Kugel verbundene Druckluftleitung das Wasser aus der Kugel. Im Fall von Stromknappheit treibt die – unter dem Druck der 700-Meter-Wassersäule stehende – nach Ventilöffnung ausströmende Luft den an Land stehenden Turbogenerator an.

## Kommerzieller Betrieb
Im Januar 2025 ging das Druckluftspeicherkraftwerk „Nengchu-1“ in der zentralchinesischen Provinz Hubei in Betrieb. Der Betreiber „China Energy Engineering Group“ reklamiert mit den angegebenen 300 MW Leistung den Weltrekord. Größere Speicher sollen folgen.